# Riserva naturale di Qurm
La riserva naturale di Qurm è una riserva naturale nazionale nel Governatorato di Mascate, in Oman. Situata sulla costa del Golfo di Oman, la riserva protegge una foresta di mangrovie e la zona umida circostante in un piccolo estuario all'interno dell'area urbana di Qurm. Istituita nel 1975, la riserva è stata designata come area importante per gli uccelli dal 1994 e come sito Ramsar protetto dal 2013.

## Territorio
L'area è una riserva naturale delle zone umide costiere nell'area urbana di Qurm, situata nella provincia di Bawshar del Governatorato di Mascate, nel nord-est dell'Oman. Sia la città che la riserva prendono il nome da un termine locale per le mangrovie grigie (arabo: القرم, al-qurm) che dominano l'ecosistema lungo la costa. Istituita nel 1975 con un decreto del sultano Qābūs bin Saʿīd Āl Saʿīd, la riserva protegge un'area di circa 172 ettari attorno all'estuario e all'ex delta del Wadi Aday, tra la Costa del Golfo di Oman e le pendici dei Monti Hajar. La riserva è stata riconosciuta come area importante per gli uccelli nel 1994; 106,8 ettari della parte inferiore della riserva sono stati designati come sito Ramsar dal 19 aprile 2013.
Spostandosi verso sud-est dalla costa verso l'interno, la riserva comprende una zona di spiaggia che sale fino alle dune costiere che separano la spiaggia da un'area di piane Sabkhah tagliate da canali e torrenti di marea. A monte di questo si trova una pianura alluvionale di sabbia e ghiaia depositata dallo uadi che termina con affioramenti rocciosi carsici a nord-est e a sud. All’interno delle piane di marea, l’acqua dolce proveniente da diversi uadi e dal flusso delle acque sotterranee si mescola con l’acqua salata che entra attraverso due principali canali di marea per formare un ambiente polialino che supporta un elevato livello di biodiversità. La regione presenta il caratteristico clima desertico caldo tipico dell'Oman, con estati calde e con più evaporazione che precipitazioni.

## Flora
Le dune costiere più esterne sostengono le erbe Halopyrum mucronatum, che passano a Sphaerocoma hookeri nelle parti meno saline delle dune interne e a Suaeda fruticosa, Cistanche phelypaea e Suaeda vermiculata nelle aree più saline. Nelle cavità riparate tra le dune sono presenti comunità di Lotus garcinii, Cyperus conglomeratus e Heliotropium ramosissimum. Nei canali di marea, nei calanchi e in altre aree basse che vengono inondate durante l'alta marea, la mangrovia grigia (Avicennia marina) forma fitte foreste di mangrovie. I terreni umidi, sabbiosi e salini delle pianure di Sabkhah appena sopra l'alta marea sono caratterizzati da Suaeda Egyptiaca,S. fruticosa, Cressa cretica, Aeluropus lagopoides, Halopeplis perfoliata, Arthrocaulon macrostachyum, Tetraena qatarensis e altre alofite.
La pianura alluvionale moderatamente drenata sopra il Sabkhah ospita una vegetazione boschiva sparsa, con alberi di Vachellia tortilis, Prosopis cineraria, Ziziphus spina-christi e Vachellia flava, nonché arbusti di Lycium shawii e Bassia muricata. Sulle colline pietrose a sud e nord-est sono presenti alberi e arbusti simili alla pianura alluvionale, insieme a Euphorbia larica, Commiphora myrrha, Grewia tenax e Ochradenus arabicus, arbusti di Cleome brachycarpa, Cometes surattensis, Leucas inflata, Plocama hymenostephana, Seddera latifolia e Vernonia arabica e Cenchrus pennisetiformis. L'estremità orientale della riserva comprende un boschetto abbandonato di palme da datteri Phoenix dactylifera che si sono mescolate con la vegetazione selvatica.

## Fauna
Le specie di animali acquatici presenti nelle zone umide includono una varietà di granchi, come Gelasimus vocans, Austrua lactea e Gelasimus tetragonon nelle paludi di mangrovie; Scylla serrata, Portunus pelagicus, Callinectes sapidens, Thalamita sp. e  Grapsus tenuicrustatus nei canali di mangrovie e Ashtoret lunaris e Ocypode saratan nei canali di marea e sulla spiaggia. Tra le specie di molluschi degne di nota figurano le ostriche incappucciate che crescono sulle radici aeree delle mangrovie e i buccini giganti di mangrovie nel fango tra le mangrovie. Molte specie di pesci vivono nella zona umida, in particolare la carpa dentata araba, il pesce persico tigre, il ghiozzo e il pesce argentato comune, mentre la riserva fornisce un terreno di alimentazione e un habitat di crescita per altre specie come triglie, dentici obesi, agoni, carangidi e orate, così come specie di gamberetti commercialmente importanti. Le foglie delle mangrovie nutrono vari detritivori marini.
Uno studio ha rilevato quasi duecento specie di uccelli nella riserva, tra cui il fratino, il gabbiano comune, la sterna guancebianche, il gabbiano reale del Caspio, il piovanello pancianera, la pittima minore, il cormorano di Socotra, il fenicottero rosa, il gambecchio comune, il voltapietre comune e il gabbiano roseo. La fauna terrestre comprende la volpe rossa araba e il gerbillo del Balochistan; si pensa che le tartarughe marine abbiano visitato l'area fino ai recenti aumenti dello sviluppo umano.

## Valore della riserva
La riserva naturale protegge una delle più grandi foreste di mangrovie nell'ecoregione del Golfo di Oman, un bioma che supporta una diversificata varietà di fauna selvatica marina, terrestre e aviaria. Il plancton e i detriti della riserva vengono trasportati in mare dalle maree, fornendo materia prima per gli ecosistemi marini nelle acque costiere adiacenti. Questa iniezione di nutrienti aumenta la produttività marina, sostenendo indirettamente le popolazioni di specie ittiche importanti dal punto di vista commerciale. L'Oman fa parte della rotta migratoria dell'Asia centrale-indiana per gli uccelli migratori e la riserva, come altri estuari, fornisce un terreno di sosta dove gli uccelli acquatici possono riposarsi e nutrirsi durante le loro migrazioni. La foresta di mangrovie contribuisce anche alla stabilizzazione della costa in caso di tempeste tropicali e migliora la qualità dell'acqua trattenendo e filtrando il deflusso delle tempeste.

## Archeologia
Studi archeologici hanno trovato prove della presenza di esseri umani dell'età della pietra in quella che oggi è la riserva già a partire da 6000 anni fa, con attività di raccolta stagionale di ostriche e buccini dalle foreste di mangrovie.